# Kościół Najświętszej Marii Panny Matki Miłosierdzia w Wasilkowie
Kościół pw. Najświętszej Marii Panny Matki Miłosierdzia w Wasilkowie – kościół parafialny w Wasilkowie, zbudowany w latach 1958-1966 pod kierownictwem księdza proboszcza Wacława Rabczyńskiego.

## Historia
Po II wojnie światowej Kościół Przemienienia Pańskiego w Wasilkowie okazał się za mały dla potrzeb całej parafii. Ksiądz proboszcz Wacław Rabczyński rozpoczął starania o postawienie nowej świątyni. Zgodę otrzymał w roku 1956. Budowa rozpoczęła się dwa lata później i trwała przez kolejnych osiem aż do 1966 roku. Budową kierował inż. Leon Żukowski.
Konsekracji 28 grudnia 1966 roku dokonał biskup podlaski Adam Sawicki. Wtedy nadano mu nazwę Przemienienia Pańskiego. W roku 1995 tytuł kościoła zmieniono na obecny. W tym roku podarowano kościołowi obraz Matki Miłosierdzia, przy którym modlił się Jana Pawła II podczas wizyty w Białymstoku.
W Świątynia stoi na placu w centrum miasta, w pobliżu cerkwi Piotra i Pawła, przy ulicy Białostockiej w Wasilkowie. Dawniej w tym miejscu stał rozebrany w 1867 roku drewniany kościół parafialny.
Budowla wzniesiona została w stylu architektury starochrześcijańskiej i modernistycznej.

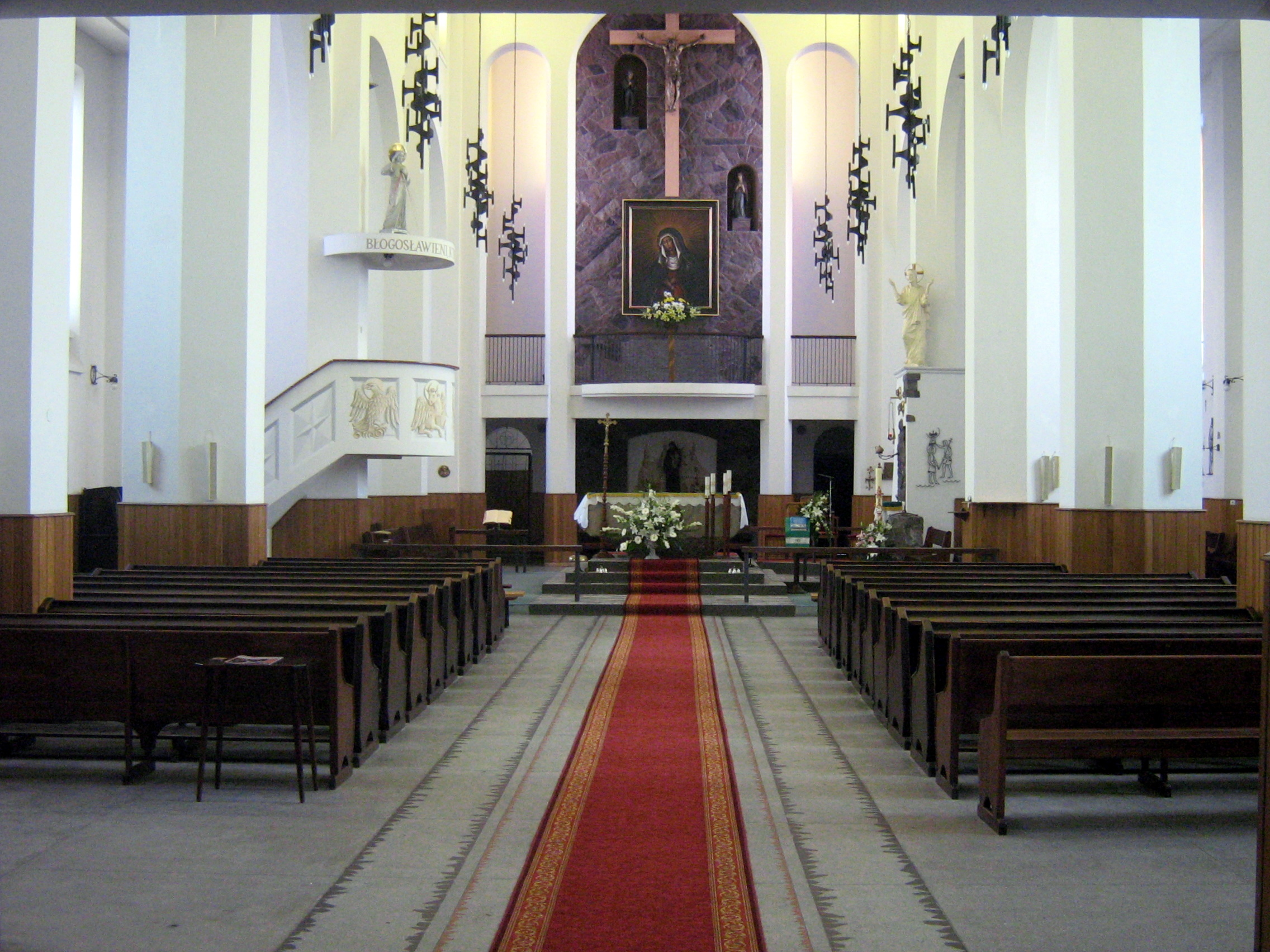
Wnętrze kościoła

Ołtarz w kościele znajduje się pośrodku kościoła.
Od 2004 roku w kościele odbywa się Festiwal Muzyki Organowej i Kameralnej im. ks. Wacława Rabczyńskiego.